# Grzegorz (Charkiewicz)
Grzegorz (světským jménem: Jerzy Charkiewicz; * 4. prosince 1964, Bělostok) je polský duchovní Polské pravoslavné církve, arcibiskup bielský a vikář varšavsko-bílské eparchie.

## Život
Narodil se 4. prosince 1964 v Bělostoku.
Roku 1979 nastoupil na Varšavský pravoslavný duchovní seminář, poté pokračoval ve studiu na Vyššími pravoslavném duchovním semináři v Jabłeczné. Roku 1987 byl přijat na Leningradskou duchovní akademii. Dne 28. srpna 1989 byl arcibiskupem bělostockým Sawou (Hrycuniakem) rukopoložen na diákona.
Dne 7. dubna 1994 přijal v Supraślském monastýru mnišský postřih se jménem Grzegorz a stejného dne byl rukopoložen na jeromonacha. Roku 1994 byl povýšen na igumena.
Od roku 1996 byl asistentem katedry praktického bohosloví Křesťanské teologické akademie ve Varšavě. Působil také jako učitel liturgiky a církevní slovanštiny na Ikonografickém učilišti ve městě Bielsk Podlaski.
Dne 12. května 1998 byl rukopoložen na biskupa bielského a vikáře varšavsko-bílské eparchie. Tito funkci zastával do 1. dubna 2008 , kdy byl ustanoven biskupem supraślským a vikářem bělostocko-gdaňské eparchie.
Roku 2017 dočasně spravoval vratislavskou a lodžskou eparchii. Dne 25. září 2017 byl převeden zpět na místo biskupa bielského a 9. října byl metropolitou varšavským a celého Polska Sawou povýšen na arcibiskupa.